# Anthony Ian Berkeley
Anthony Ian Berkeley (ur. 15 listopada 1964 w Trynidadzie i Tobago zm. 15 lipca 2001 w Beverly Hills, Kalifornia, USA) – amerykański raper członek grupy Gravediggaz, lepiej znany jako Too Poetic, Grym Reaper lub po prostu Poetic.
Poetic zmarł na raka jelita grubego, 15 lipca 2001, 1:45 pm EST w Cedars-Sinai Medical Center w Los Angeles, w Kalifornii, pięć tygodni przed planowanym wydaniem Nightmare in A-Minor. Przeżył prawie dwa i pół roku poza początkowym 3-miesięcznym rokowaniem lekarzy.

## Dyskografia
Too Poetic wydał tylko jeden singiel
- Poetical Terror / God Made Me Funky[1] (1989)

### z Gravediggaz
- 6 Feet Deep (1994)
- The Hell E.P. (1995)
- The Pick, the Sickle and the Shovel (1997)
- Nightmare in A-Minor (2002)